# 小寺昌治
小寺 昌治（こでら まさはる、1953年1月18日 - ）は、兵庫県姫路市出身の元プロ野球選手（内野手）、プロ野球審判員。プロ野球選手時代の姓名は藤本 昌治（ふじもと まさはる）。

## 来歴・人物
飾磨工業高から山善機器を経て、1971年にドラフト外で阪急ブレーブスに投手として入団。
入団後まもなく内野手に転向し、1981年には68試合に出場し2本塁打を放つ。選手としては通算88試合に出場し26打数8安打の打率.308、2本塁打、6打点、2盗塁。1983年に現役を引退。
引退後は、ミズノを経て1987年にパシフィック・リーグ審判部に入局した。パリーグの名審判・藤本典征元審判部長（のちに審判指導員）の実弟である。兄の現役審判時代には、兄弟揃って同じ試合をジャッジすることもあった。兄同様の、ガッツあふれる派手な「震えるジャッジ（別名コデライク）」と大きなジェスチャー、大きな声が特徴（例えば、アウト、セーフ、ストライクアウトなどのジャッジを1度でいいのに何度も行う、など）であり、珍プレー・好プレーでも紹介された。審判としての技量については、一部外国人選手に評判が悪いなど評価が分かれている人物ではあるが、特に球審として人気の高い審判である。しかし、総合的には技量は安定しているとは見られていなかったようであり、経験年齢の割には出場試合数はやや伸び悩んだ。さらに、後述する最晩年となった2008年の試合で誤審をし、その責任をとるような形であるのかは不明だが、同年シーズン限りで審判から引退した。そのため比較的若い、55歳で審判を退いたことになった。
審判員袖番号36がついたのは入局翌年の1988年からである。理由は見習として入局し翌年正式に関西審判部に入局したからだと思われる。同様のケースとして2007年パシフィック・リーグ東京審判部に入局した工藤和樹が見習だった2006年は袖番号がなかった。
2008年5月26日、甲子園球場の阪神タイガース対埼玉西武ライオンズの交流戦で三塁塁審を務めた際、西武のヒラム・ボカチカのレフトへの明らかにファウルになる大飛球を一旦ホームランと判定。その後すぐ審判団の協議の結果ファウルに判定を変更する誤審をしてしまった。また、この際に場内説明を行ったが、「三塁塁審」と述べるべき所を「サード塁審の小寺です」と言ってしまい、試合後に前述の誤審と説明を重くみたパリーグの審判事務局から厳重注意処分と、10日の試合出場停止処分、さらには当日の審判手当て50%減俸の処分を受けた。これが影響したのか、同年シーズン限りで審判員を退いた。
同年のオールスターゲームに出場、10月1日に京セラドーム大阪で行われたオリックス対福岡ソフトバンクホークス戦の2塁塁審が最後のジャッジとなった。

## 詳細情報

### 年度別打撃成績
| 年 度     | 球 団     | 試 合 | 打 席 | 打 数 | 得 点 | 安 打 | 二 塁 打 | 三 塁 打 | 本 塁 打 | 塁 打 | 打 点 | 盗 塁 | 盗 塁 死 | 犠 打 | 犠 飛 | 四 球 | 敬 遠 | 死 球 | 三 振 | 併 殺 打 | 打 率 | 出 塁 率 | 長 打 率 | O P S |
| --------- | --------- | ----- | ----- | ----- | ----- | ----- | -------- | -------- | -------- | ----- | ----- | ----- | -------- | ----- | ----- | ----- | ----- | ----- | ----- | -------- | ----- | -------- | -------- | ----- |
| 1978      | 阪急      | 8     | 0     | 0     | 0     | 0     | 0        | 0        | 0        | 0     | 0     | 0     | 0        | 0     | 0     | 0     | 0     | 0     | 0     | 0        | ----  | ----     | ----     | ----  |
| 1980      | 阪急      | 1     | 0     | 0     | 0     | 0     | 0        | 0        | 0        | 0     | 0     | 0     | 0        | 0     | 0     | 0     | 0     | 0     | 0     | 0        | ----  | ----     | ----     | ----  |
| 1981      | 阪急      | 68    | 29    | 24    | 7     | 8     | 1        | 0        | 2        | 15    | 6     | 2     | 1        | 3     | 1     | 0     | 0     | 1     | 5     | 0        | .333  | .346     | .625     | .971  |
| 1982      | 阪急      | 11    | 2     | 2     | 2     | 0     | 0        | 0        | 0        | 0     | 0     | 0     | 0        | 0     | 0     | 0     | 0     | 0     | 0     | 0        | .000  | .000     | .000     | .000  |
| 通算：4年 | 通算：4年 | 88    | 31    | 26    | 9     | 8     | 1        | 0        | 2        | 15    | 6     | 2     | 1        | 3     | 1     | 0     | 0     | 1     | 5     | 0        | .308  | .321     | .577     | .898  |

### 記録
- 初出場・初先発出場：1978年8月31日、対ロッテオリオンズ後期8回戦（宮城球場）、4番・指名打者で先発出場（偵察要員、1回表に加藤秀司と交代）
- 初打席・初安打・初打点：1981年5月20日、対西武ライオンズ前期8回戦（西武ライオンズ球場）、9回表に根本隆から適時打
- 初本塁打：1981年5月29日、対近鉄バファローズ前期8回戦（日生球場）、9回表に小林晋哉の代打で出場、鈴木啓示からソロ

### 背番号
- 53 （1972年 - 1983年）

### 登録名
- 藤本 昌治 （ふじもと まさはる、1972年 - 1983年）

## 審判員出場記録
- 初出場：1988年10月10日、近鉄対ロッテ20回戦（藤井寺球場） - 左翼外審
- 出場試合数：1380試合
- オールスターゲーム出場：4回（1993年、1995年、2003年、2008年）
- 日本シリーズ出場：1回（1999年）

（記録は2008年シーズン終了時）